# ジュゼッペ・デ・マーヨ
ジュゼッペ・デ・マーヨ（Giuseppe de Majo, 1697年12月5日 - 1771年11月18日）は、イタリアの作曲家。

## 生涯
ナポリ出身。1706年からピエタ・デイ・トゥルキーニ音楽院でニコラ・ファーゴらに師事した。1718年に卒業し、1725年にフィオレンティーノ劇場でオペラ作曲家としてデビューした。1736年、王室礼拝堂のオルガニストに任命され、翌年には副楽長に昇進した。1744年、宮廷楽長のレオナルド・レーオが死去すると、マリーア・アマーリア王妃の支持を得、フランチェスコ・ドゥランテやニコラ・ポルポラとの競争に勝利して、後任の楽長に就任した。
息子のジャン・フランチェスコ・デ・マーヨも作曲家となった。

## 作品
作品には10のオペラ、多くの宗教音楽、協奏曲などがある。